# درگ‌اسلاو میهایلوویچ
درگ‌اسلاو میهایلوویچ (انگلیسی: Dragoslav Mihajlović؛ ۱۳ دسامبر ۱۹۰۶ – ۱۸ ژوئن ۱۹۷۸) یک بازیکن فوتبال اهل یوگسلاوی بود.